# Luísa de Hesse-Darmstadt
Luísa Augusta de Hesse-Darmstadt (30 de janeiro de 1757 – 14 de fevereiro de 1830) foi uma princesa alemã. Era uma das filhas de Luís IX, Conde de Hesse-Darmstadt. No dia 3 de outubro de 1775 casou-se com o duque (mais tarde elevado a grão-duque) Carlos Augusto de Saxe-Weimar-Eisenach e, como tal, membro da esfera do classicismo de Weimar. Ela era considerada séria e introvertida, mas também generosa e preocupada no período que se seguiu à Batalha de Jena, o que lhe garantiu um lugar no "mito de Weimar" (Weimarmythos).

## Vida

### Primeiros anos
A princesa pertencia à Casa de Darmstadt, dos condes de Hesse. Nasceu no dia 30 de janeiro de 1757, em Berlim, capital do Reino da Prússia de Frederico II, onde os seus pais se encontravam em razão da Guerra dos Sete Anos. O seu pai, Luís IX, sucedeu como conde ao seu pai em 1768 e, no dia em que ela nasceu, encontrava-se a lutar na guerra como general das tropas prussianas. Assim, passava muito tempo longe dos seus filhos, e a educação das princesas ficou nas mãos da mãe, a  princesa Carolina. Luísa foi educada de acordo com a tradição luterana e  interessava-se muito por literatura e música.
Sendo a mais nova de oito irmãos, a educação de Luísa era importante para melhorar as suas perspectivas de casamento. Como o seu pai mostrava pouco interesse pelos filhos, era vital que Luísa se casasse, uma missão que ficou, mais uma vez, nas mãos da sua mãe que se tornaria conhecida por "grande condessa" devido ao seu grande conhecimento sobre políticas dinásticas da Europa. Em 1773, Luísa viajou com a sua mãe e as irmãs Amália e Guilhermina até São Petersburgo, na Rússia. A czarina Catarina II decidiu que Luísa não era boa o suficiente para ser esposa do seu filho e futuro czar, Paulo I, e preferiu Guilhermina. Apesar disso, Luísa se deu bem com o seu futuro cunhado e viria a ter grande influência sobre ele, nos anos seguintes.
Essa viagem também foi benéfica para Luísa porque, no caminho para a Rússia, a sua mãe tinha conhecido uma regente de um outro estado alemão, Ana Amália e as duas ficaram amigas.

### Casamento

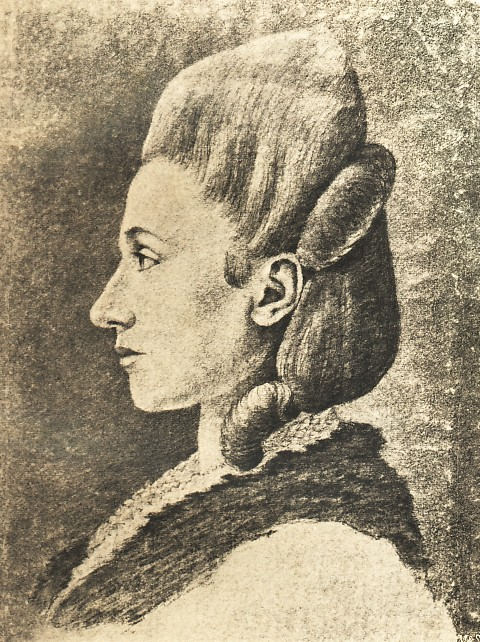
Luísa
Por Johann Wolfgang von Goethe, 1777

Por influência desta amizade, Luísa de 18 anos ficou noiva do jovem cavaleiro Carlos Augusto, Grão-Duque de Saxe-Weimar-Eisenach. O casamento celebrou-se no dia 3 de outubro de 1775 em Karlsruhe.
O casamento aconteceu inteiramente por razões dinásticas (as suas irmãs já se tinham casado com o príncipe herdeiro da Prússia Frederico Guilherme e com o czarevich Paulo) e serviu para consolidar o lugar do Ducado de Saxe-Weimar no coração do Sacro Império Romano-Germânico.
Várias fontes concordam que a união foi infeliz, com Luísa (conhecida pela sua delicadeza e timidez) a ter dificuldades em adaptar-se à corte e a permanecer na sombra da sua sogra, a duquesa-viúva Ana Amália. A única coisa que Luísa gostava no seu novo ducado eram os conventos e não gostava do estilo de vida romântico. Johann Wolfgang von Goethe era o poeta da corte e ministro do seu marido (bem como seu companheiro em vários casos extra-conjugais), e sentia-se atraído pelo seu charme, coração gentil e pelos seus olhos "cor de centáurea". Protegendo-a dentro da corte, Goethe dedicou-lhe as seguintes palavras:
"Eu conheço alguém, delicada como o lírio / Cujo orgulho é apenas inocência / Ninguém — nem mesmo Salomão — alguma vez viu alguém como ela."
Em 1779, Luísa deu à luz uma princesa que morreu aos cinco anos de idade e todos os outros bebés viveram apenas por alguns dias. Nesta altura, a corte de Weimar também passou pela sua fase mais conservadora e obscura, expulsando Goethe e outros do ducado. A emoção fria que resultou deste acontecimento não ajudou o casamento, com o seu marido a humilhar publicamente a união com um caso de longa data com a atriz Karoline Jagemann. Luísa deu à luz um herdeiro apenas em 1783, aquando do nascimento de Carlos Frederico.
Com o nascimento do príncipe Bernardo em 1792, os objetivos do casamento estavam finalmente cumpridos. Carlos Frederico acabaria por se casar com a grã-duquesa Maria Pavlovna, irmã do czar Alexandre I da Rússia, e uma das suas filhas, Augusta, acabaria por se tornar na primeira imperatriz da Alemanha unificada através do seu casamento com Guilherme I.

## Guerras napoleónicas

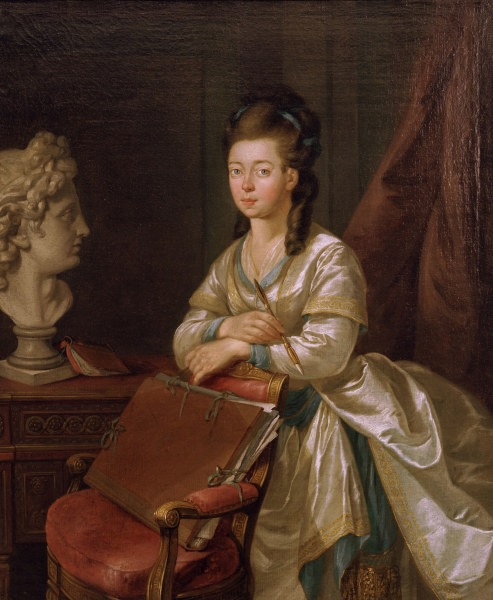
Luísa de Hesse-Darmstadt
Por Georg Melchior Kraus, c. 1806

Luísa teve o seu grande momento em outubro de 1806. Apesar da sua infância e dos seus primeiros anos em Weimar, ela era uma grande influência nos círculos literários. A Batalha de Jena–Auerstedt (14 de outubro), levou à derrota das forças saxo-prussianas, à submissão total de todos os estados alemães à França e à queda precipitada do Sacro Império Romano-Germânico. Pouco depois da batalha, as tropas francesas vitoriosas avançaram para Weimar. Os restantes membros da família real tinham fugido ou estavam longe a combater do lado das forças prussianas e apenas Luísa permaneceu em Weimar como mãe e protetora da nação.
Dois dias depois da batalha, ela acabou por se encontrar com Napoleão Bonaparte em pessoa. Ele insistiu para que o marido dela se retirasse do exército prussiano, mas ela, de forma pouco diplomática, esclareceu-o de que isso não seria possível. Apesar disso, a pedido do seu marido e inspirada pela patriota rainha Luísa da Prússia, ela conseguiu organizar a pilhagem francesa da sua área para que Weimar não sofresse tanto com ela como a cidade de Jena. Quer Napoleão tenha cedido aos caprichos de Luísa ou tenha agido simplesmente dentro de uma estratégia política, não se sabe. O ducado de Saxe-Weimar-Eisenach permaneceu do lado da aliança depois do Tratado de Poznań e sobreviveu à era napoleónica. Luísa passou a ser considerada a líder do país e os seus súbditos e contemporâneos manteriam a sua imagem como um mito.
A sua influência política levou a que, em 1915, no Congresso de Viena, o pequeno ducado do seu marido fosse elevado a grão-ducado. Depois disto, passou a dedicar-se a deveres como embaixadora. A aliança russa foi fechada com o casamento do seu filho com a grã-duquesa Maria Pavlovna. O jubileu do seu governo e as bodas de ouro do seu casamento, ambos celebrados em 1825, passaram com poucas celebrações e, numa altura em que já estava bastante retirada da vida pública, Luísa morreu aos 73 anos no dia 14 de fevereiro de 1830.

## Genealogia
| Luísa de Hesse-Darmstadt | Pai: Luís IX, Conde de Hesse-Darmstadt  | Avô paterno: Luís VIII, Conde de Hesse-Darmstadt          | Bisavô paterno: Ernesto Luís, Conde de Hesse-Darmstadt       |
| Luísa de Hesse-Darmstadt | Pai: Luís IX, Conde de Hesse-Darmstadt  | Avô paterno: Luís VIII, Conde de Hesse-Darmstadt          | Bisavó paterna: Doroteia Carlota de Brandemburgo-Ansbach     |
| Luísa de Hesse-Darmstadt | Pai: Luís IX, Conde de Hesse-Darmstadt  | Avó paterna: Carlota de Hanau-Lichtenberg                 | Bisavô paterno: João Ricardo III, Conde de Hanau-Lichtenberg |
| Luísa de Hesse-Darmstadt | Pai: Luís IX, Conde de Hesse-Darmstadt  | Avó paterna: Carlota de Hanau-Lichtenberg                 | Bisavó paterna: Doroteia Frederica de Brandemburgo-Ansbach   |
| Luísa de Hesse-Darmstadt | Mãe: Carolina do Palatinado-Zweibrücken | Avô materno: Cristiano III, Conde Palatino de Zweibrücken | Bisavô materno: Cristiano II, Conde Palatino de Zweibrücken  |
| Luísa de Hesse-Darmstadt | Mãe: Carolina do Palatinado-Zweibrücken | Avô materno: Cristiano III, Conde Palatino de Zweibrücken | Bisavó materna: Catarina Ágata de Rappoltstein               |
| Luísa de Hesse-Darmstadt | Mãe: Carolina do Palatinado-Zweibrücken | Avó materna: Carolina de Nassau-Saarbrücken               | Bisavô materno: Luis Crato, Conde de Nassau-Saarbrücken      |
| Luísa de Hesse-Darmstadt | Mãe: Carolina do Palatinado-Zweibrücken | Avó materna: Carolina de Nassau-Saarbrücken               | Bisavó materna: Filipina Henriqueta de Hohenlohe-Langenburg  |